# Криниця графа Капніста
Крини́ця гра́фа Капні́ста — гідрологічна пам'ятка природи місцевого значення в Україні. Розташована на північ від села Михайлівка Сумського району Сумської області, в заплаві річки Псел. 

## Опис
Площа 1 га. Оголошено територією ПЗФ 27.07.2007 року. Перебуває у віданні ДП «Лебединське лісове господарство» (Лебединське л-во, кв. 16, вид. 10).[джерело?]
Пам'ятка природи являє собою ділянку лісового насадження з самовитічним джерелом води доброї питної якості, пов'язане з історією краю та ім'ям місцевого поміщика, благодійника та
мецената — графа Капніста.